# AUTOEXEC.BAT
AUTOEXEC.BAT è un file di avvio del sistema operativo MS-DOS; è un file batch collocato nella root directory della partizione logica attiva del disco fisso primario. Il suo nome può essere tradotto come "esecuzione automatica". Le sue funzioni sono quelle di eseguire dei comandi all'avvio del sistema operativo.

## Funzioni
AUTOEXEC.BAT è un file che viene utilizzato da tutte le versioni di MS-DOS, da Windows 95 e Windows 98. Anche le successive versioni di Windows hanno i file SYSTEM.INI ed AUTOEXEC.BAT, ma solo per la retro-compatibilità con le applicazioni a 16 bit. Infatti, nella prima riga di essi c'è scritto "; for 16 bit-app support".
MS-DOS utilizza AUTOEXEC.BAT quando il sistema è avviato dopo aver processato il file config.sys.
AUTOEXEC.BAT è usato dai sistemi operativi citati in precedenza per valorizzare le variabili di ambiente per tastiere, mouse, schede audio, stampanti e directory temporanee.
AUTOEXEC.BAT è anche usato per inizializzare strumenti di basso livello come lettori CD, motori degli antivirus e sistemi software di disk caching, come per esempio SMARTDRIVE.EXE

## Esempi

### MS-DOS
Nelle prime versioni di MS-DOS, AUTOEXEC.BAT era estremamente semplice. I comandi date e time si rendevano necessari per i primi PC e XT che non disponevano di una batteria a tampone per il tempo di clock.
```
echo
 off

cls

date

time

ver

```

Nelle versioni non US era necessario specificare che tipo di layout di tastiera doveva essere caricato, come ad esempio il "KEYBIT" per quella italiana. Con il passare del tempo le righe aumentarono, per permettere il caricamento dei numerosi dispositivi di terze parti presenti sul mercato. Qui sotto possiamo vedere un esempio di AUTOEXEC.BAT nella DOS 5.x:
```
@
echo
 off

prompt
 $P$G

PATH
=C:\DOS;C:\WINDOWS

set
 
TEMP
=
C:\TEMP

set
 
BLASTER
=
A220 I7 D1 T2
lh smartdrv.exe
lh doskey
lh mouse.com /Y
win

```

Questa configurazione imposta le variabili di ambiente più comuni, carica il software di disk cache SmartDrive (riga 6), imposta le directory più utilizzate nella default path, inizializza mouse, tastiera e scheda audio per poi avviare Windows nell'ultima riga.